# Помаскі-Великі
Помаскі-Великі (пол. Pomaski Wielkie) — село в Польщі, у гміні Шелькув Маковського повіту Мазовецького воєводства.
Населення — 101 особа (2011).
У 1975-1998 роках село належало до Остроленцького воєводства.

## Демографія
Демографічна структура станом на 31 березня 2011 року:
|          | Загалом | Допрацездатний вік | Працездатний вік | Постпрацездатний вік |
| -------- | ------- | ------------------ | ---------------- | -------------------- |
| Чоловіки | 49      | 15                 | 32               | 2                    |
| Жінки    | 52      | 16                 | 31               | 5                    |
| Разом    | 101     | 31                 | 63               | 7                    |